# Micranthes micranthidifolia
Micranthes micranthidifolia är en stenbräckeväxtart som först beskrevs av Adrian Hardy Haworth, och fick sitt nu gällande namn av John Kunkel Small. Micranthes micranthidifolia ingår i släktet rosettbräckor, och familjen stenbräckeväxter. Inga underarter finns listade i Catalogue of Life.